# Sottornuggla
Sottornuggla (Tyto tenebricosa) är en fågel i familjen tornugglor inom ordningen ugglor.

## Utseende
Sottornuggla är en medelstor tornuggla med silvergrå och svartaktig fjäderdräkt. Underarten multipunctata liknar de övriga underrarter, men skiljer sig genom tydligt mindre storlek, något gråare fjäderdräkt, kraftigare fläckad ovansida och vitt bröst med mörka mörka teckningar istället för tvärtom. Marmoreringen på vingarna är vidare mycket kraftigare och formar tydliga korsband. Den är även mer vitt på vingpennornas och armtäckarnas bas som formar en större ljus fläck på undersidan av vingen.

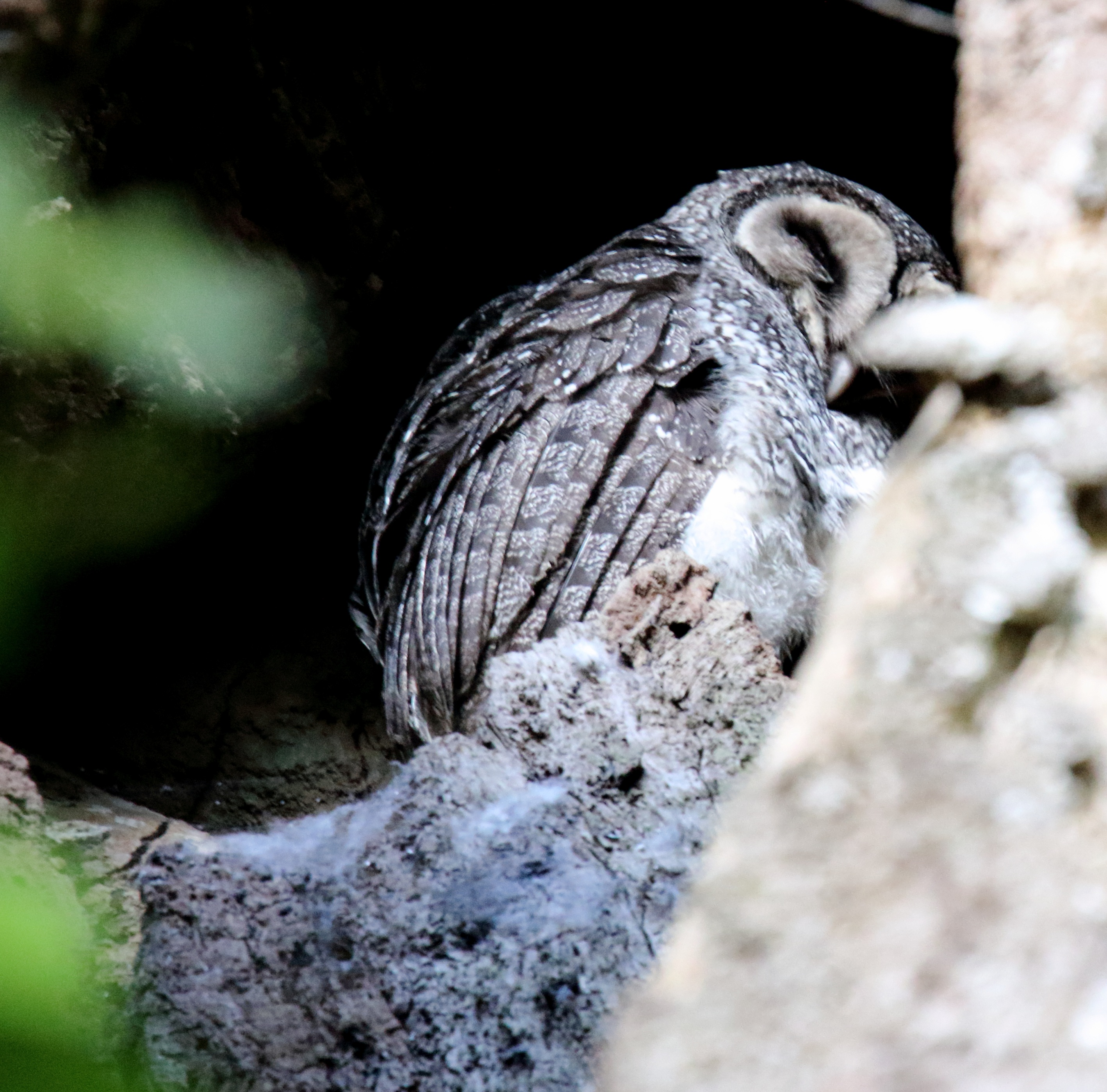

## Utbredning och systematik
Sottornuggla delas in i tre underarter med följande utbredning:
- T. t. arfaki – förekommer på Nya Guinea och ön Yapen
- T. t. tenebricosa – förekommer i kustnära östra Australien (centrala Queensland till södra Victoria)
- T. t. multipunctata – förekommer i nordöstra Queensland, Australien.

Underarten multipunctata har kategoriserats som egen art, "mindre sottornuggla". I AviList från 2025 behandlas de som en och samma art baserat på studier av mitokondrie-DNA, men det noteras att framtida studier kan komma att stödja andra artgränser.

## Levnadssätt
Fågeln påträffas i regnskog och fuktig eukalyptusskog med inslag av stora, hålförsedda träd. Födan består av bland annat dvärgpungsovare och små flygpungekorrar men även midre 
rovpungdjur. Fågelns häckningstid följer nederbörden. Äggläggning sker mestadels mellan mars och maj, men par kan lägga ägg året runt.

## Status och hot
IUCN bedömer hotstatus för multipunctata och övriga underarter var för sig, båda som livskraftiga. 